# Кубок СССР по современному пятиборью 1977
Кубок СССР по современному пятиборью среди мужчин проводился в городе Львов с 3 по 7 апреля 1977 года. Турнир проводился в лично-командном регламенте. В командном первенстве участвовали команды ДСО и ведомств.

## Кубок СССР. Мужчины. Личное первенство
В личном первенстве развернулась очень упорная борьба и призеров разделили несколько очков.
| Дисциплина        | Золото                                   | Серебро                              | Бронза                        |
| Личное первенство | В. Голомовзый · Львов · Вооруженные Силы | П. Леднев · Львов · Вооруженные Силы | В. Кравцов · Рига · "Даугава" |

- Итоговые результаты.

| Место | Спортсмен     | Республика, город, спортивное общество | Сумма очков |
| ----- | ------------- | -------------------------------------- | ----------- |
| 1.    | В. Голомовзый | Львов, Вооруженные Силы                | 5319        |
| 2.    | П. Леднев     | Львов, Вооруженные Силы                | 5314        |
| 3.    | В. Кравцов    | Рига, "Даугава"                        | 5312        |

## Командное первенство. Победитель и призёры.
| Дисциплина           | Золото                                                       | Серебро                                                               | Бронза                                                            |
| Командное первенство | СКА · Львов · В. Голомовзый · П. Леднев · Л. Иванов · 15 899 | СКА · Ростов-на-Дону · Г. Юрасов · С. Копылов · С. Матвиенко · 15 438 | Даугава · Рига · В. Кравцов · С. Чернавин · А. Дорошенко · 15 223 |